# Örtendahl

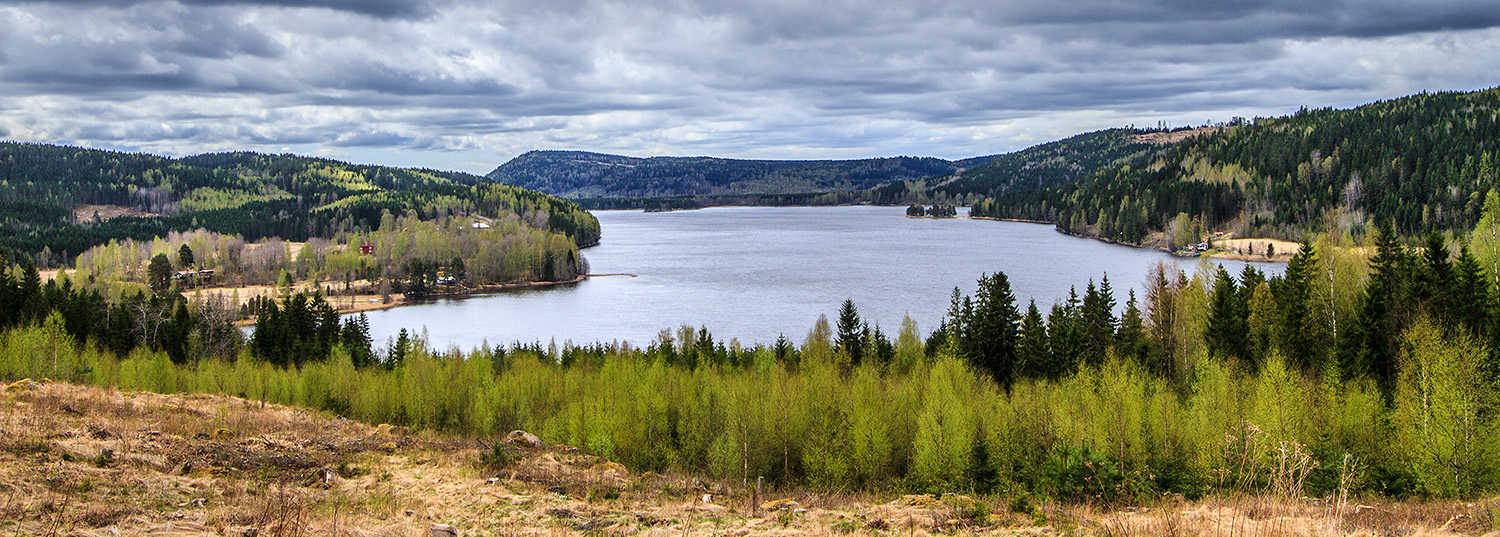
Sjön Västra Örten

Örtendahl är ursprungligen en värmländsk släkt med rötter från området runt Örtensjöarna norr om Karlstad, varifrån släkten har fått sitt namn.
Krukväxten novemberljus har sitt latinska namn Plectranthus oertendahlii efter akademiörtagårdsmästaren Ivan Örtendahl.